# Cleiton Morais
Cleiton Leite Morais (Curitiba, 26 de junho de 1988) é um ator brasileiro.

## Filmografia

### Televisão
| Ano     | Título            | Personagem         | Nota                        |
| ------- | ----------------- | ------------------ | --------------------------- |
| 2007–09 | Malhação          | Andréas Campadelli | Temporada 15                |
| 2009    | Caras & Bocas     | Nando              | Episódio: "13 de agosto"    |
| 2009    | Força-Tarefa      | Torquato           | Episódio: "Bolsa-Família"   |
| 2011    | Morde & Assopra   | André              | Episódio: "21 de março"     |
| 2011    | Vidas em Jogo     | Detetive Carlos    | Episódio: "3 de maio"       |
| 2011    | Insensato Coração | Diogão             | Episódios: "19–24 de maio"  |
| 2012    | Avenida Brasil    | Wallace            | Episódio: "31 de maio       |
| 2013    | Amor à Vida       | Cobra              | Episódio: "1 de setembro"   |
| 2015    | Malhação          | Paulo Brum         | Episódios: "2–14 de agosto" |
| 2016    | Êta Mundo Bom!    | Tobias             |                             |
| 2017    | Apocalipse        | Detetive Guido     |                             |
| 2018    | O Tempo Não Para  | Almirante Bastos   | Episódio: "26 de setembro"  |
| 2019    | Verão 90          | Vinícius           | Episódio: "20 de julho"     |
| 2020    | Amor e Sorte      | Ronaldo            | Episódio: "8 de setembro"   |
| 2022    | Um Lugar ao Sol   | Michel             | Episódio: "11 de fevereiro" |
| 2022    | Pantanal          | Rubem              | Episódio: "31 de março"     |
| 2022    | Poliana Moça      | Professor de Artes | Coadjuvante                 |
| 2025    | Êta Mundo Melhor! | Tobias             |                             |